# Axinaea
Axinaea es un género con 39 especies de plantas con flores pertenecientes a la familia Melastomataceae.
Plantas de este género son polinizadas cuando varias especies de aves come-fruta de la familia Thraupidae, consumen apéndices especializados en los estambres. A medida que captan los apéndices nutritivos, se libera una nube de polen. Esto se ha llamado "polinización puff".

## Descripción
Son arbustos o árboles; ramitas teretes o cuadradas en corte transversal, glabras o evanescentemente furfuráceas, los nudos algunas veces hinchados o con estructuras prominentes interpeciolares estipuliformes, persistentes o caducas o cicatrices anulares con la edad. Flores (4-)5-meras, generalmente en panículas terminales, péndulas. Hipanto maduro hemisférico, campanulado; tubo del cáliz persistente, marginado, truncado o corta y anchamente lobado, los dientes externos diminutos y no proyectándose. Pétalos típicamente obovados variando a oblongos o suborbiculares, redondeados, retusos, o apiculados, frecuentemente algo asimétricos. Estambres 10, isomorfos, iguales o subiguales, geniculados en la inserción del filamento; anteras linear-subuladas, rectas o arqueadas con un poro diminuto dorsalmente inclinado, el conectivo no prolongado por debajo de las tecas sino inflado dorsibasalmente en un apéndice vesiculado ovoide. Ovario súpero, 5-locular, glabro, el ápice obtusamente lobulado. Fruto en cápsula, generalmente exerta; semillas 1.5-2 mm, oblongo-piramidales.

## Distribución
Se distribuye desde Costa Rica a los Andes Sudamericanos desde Colombia y Venezuela hasta Bolivia.

## Taxonomía
El género fue descrito por Hipólito Ruiz López & Pav. y publicado en Florae Peruvianae, et Chilensis Prodromus 68, en el año 1794. La especie tipo es Axinaea lanceolata Ruiz & Pavón, fue publicado en Systema Vegetabilium Florae Peruvianae et Chilensis 1: 122 en el año 1802.

## Especies seleccionadas
| - Axinaea affinis - Axinaea bracteata - Axinaea colombiana - Axinaea costaricencis - Axinaea costaricensis - Axinaea crassinoda - Axinaea dependens - Axinaea drakei - Axinaea fallax - Axinaea floribunda - Axinaea glandulosa - Axinaea grandifolia - Axinaea integrifolia | - Axinaea lanceolata - Axinaea lehmannii - Axinaea lepidota - Axinaea macrophylla - Axinaea merianiae - Axinaea mertensioides - Axinaea muricata - Axinaea nitida - Axinaea oblongifolia - Axinaea pauciflora - Axinaea pennellii - Axinaea purpurea - Axinaea quitensis | - Axinaea radula - Axinaea robusta - Axinaea rugosa - Axinaea ruizteranii - Axinaea sclerophylla - Axinaea scutigera - Axinaea sessilifolia - Axinaea sodiroi - Axinaea speciosa - Axinaea tetragona - Axinaea tomentosa - Axinaea tovarii - Axinaea weberbaueri |